# Alexandre Giroud
Pour les articles homonymes, voir Giroud.
Pas d'image ? Cliquez ici
Alexandre Giroud, né le 16 mars 1981 à Grenoble, est un pilote français de rallye-raid, en quad. Dans cette catégorie, il remporte le Rallye Dakar à deux reprises en 2022 et 2023, également la Coupe du Monde FIM des Bajas 2015 et la Coupe du Monde des Rallyes-Raid 2022.

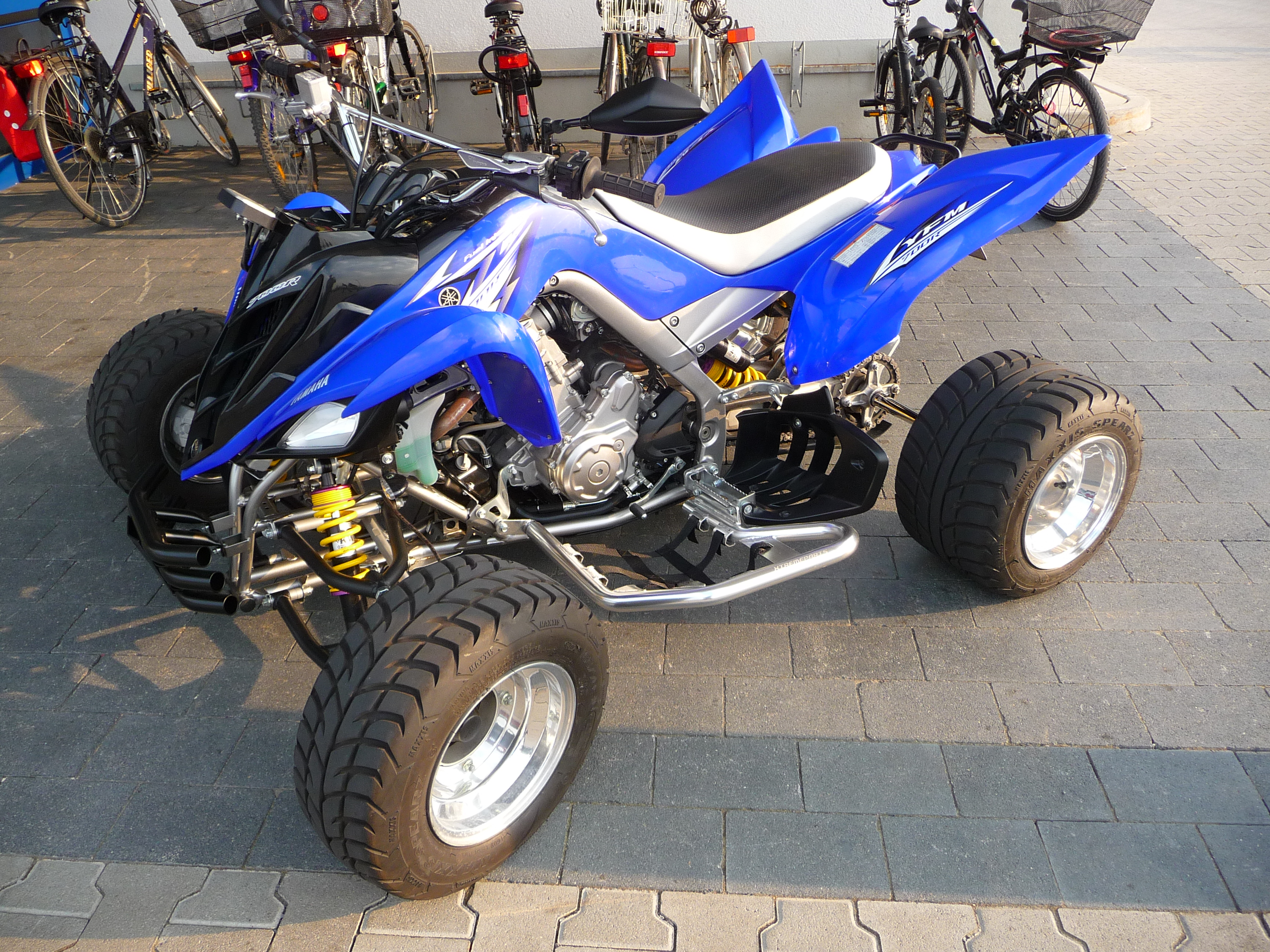
Vainqueur du Rallye Dakar 2022 et 2023 Quad avec le Yamaha Raptor 700.

## Biographie
Alexandre est le fils de Daniel Giroud (surnommé « Guenille »), premier vainqueur du Paris-Dakar en quad en 1997.

## Palmarès
- Vainqueur de la Coupe du Monde des Bajas FIM (en) 2015[2];
- Vainqueur du Rallye Dakar en 2022[3] et 2023[4] en catégorie Quad;
- Vainqueur de la Coupe du Monde des Rallyes-Raid FIM 2022 - Quad[5],[6];
- Rallye du Maroc, vainqueur en 2022, troisième en 2021 et cinquième en 2019 (avec une victoire d'étape)[2];
- Baja Aragón, vainqueur 2022 et 2021[2];
- Rallye d'Andalousie (en), vainqueur 2022 et deuxième en 2020[2].

### Résultats au Rallye Dakar
| Année | Catégorie  | Marque            | Position       | Victoires d'étapes |
| ----- | ---------- | ----------------- | -------------- | ------------------ |
| 2017  | Quad       | Yamaha Raptor 700 | 11e            | -                  |
| 2018  | Quad       | Yamaha Raptor 700 | 11e            | -                  |
| 2019  | Quad       | Yamaha Raptor 700 | 4e             | -                  |
| 2020  | Quad       | Yamaha Raptor 700 | Abd (Étape 13) | -                  |
| 2021  | Quad       | Yamaha Raptor 700 | Abd (Étape 11) | 4                  |
| 2022  | Quad       | Yamaha Raptor 700 | Vainqueur      | 2                  |
| 2023  | Quad       | Yamaha Raptor 700 | Vainqueur      | 5                  |
| 2024  | Quad       | Yamaha Raptor 700 | 2e             | 6                  |
| 2025  | Challenger | OT3               | Abd (Étape 12) | -                  |